# Dreifinger-Steinbrech
Der Dreifinger-Steinbrech (Saxifraga tridactylites), auch Dreifingeriger Steinbrech oder Finger-Steinbrech genannt, ist eine Pflanzenart aus der Gattung Steinbrech (Saxifraga) innerhalb der Familie der Steinbrechgewächse (Saxifragaceae).

## Beschreibung

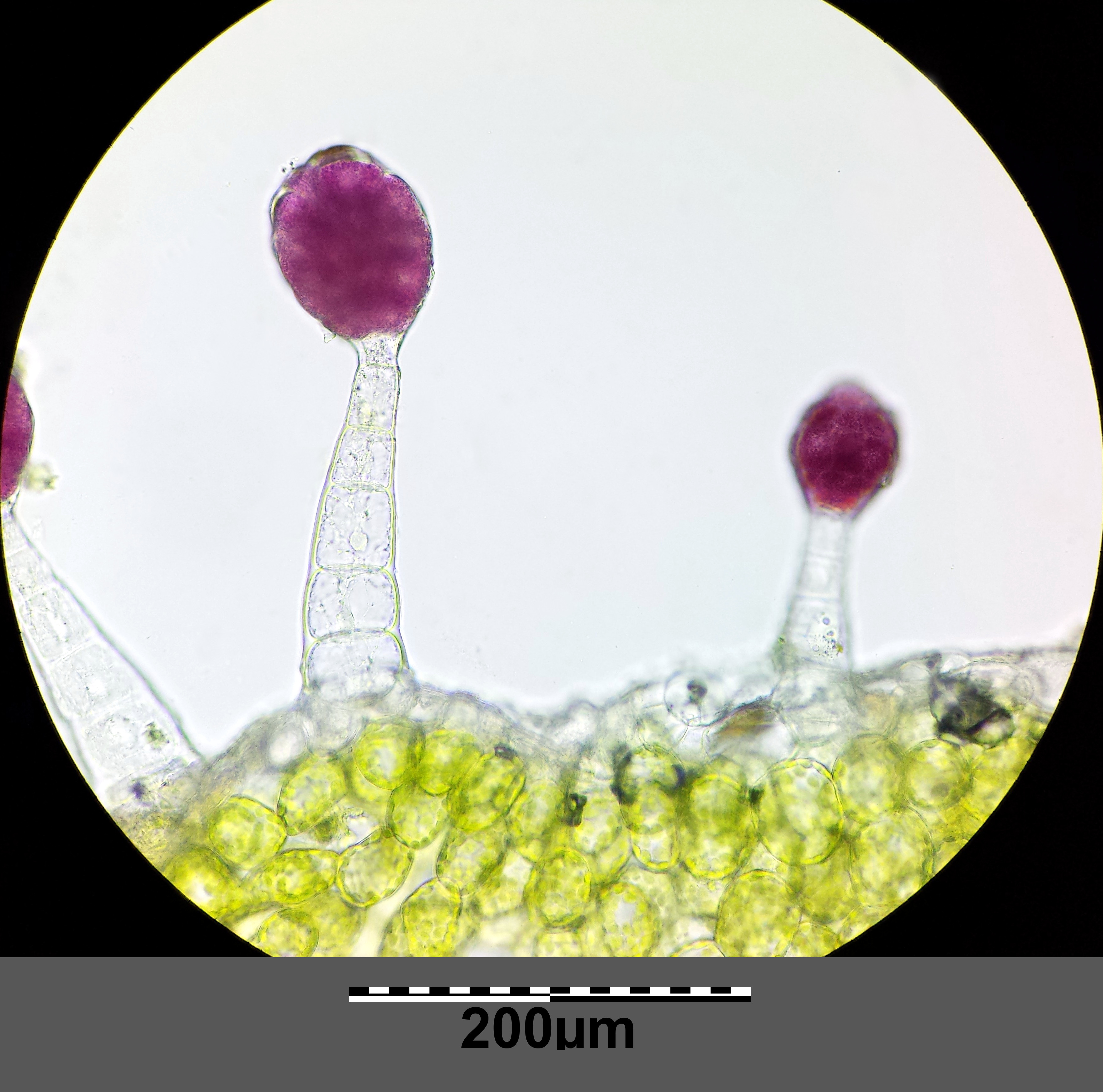
Drüsenhaare auf Laubblattoberfläche

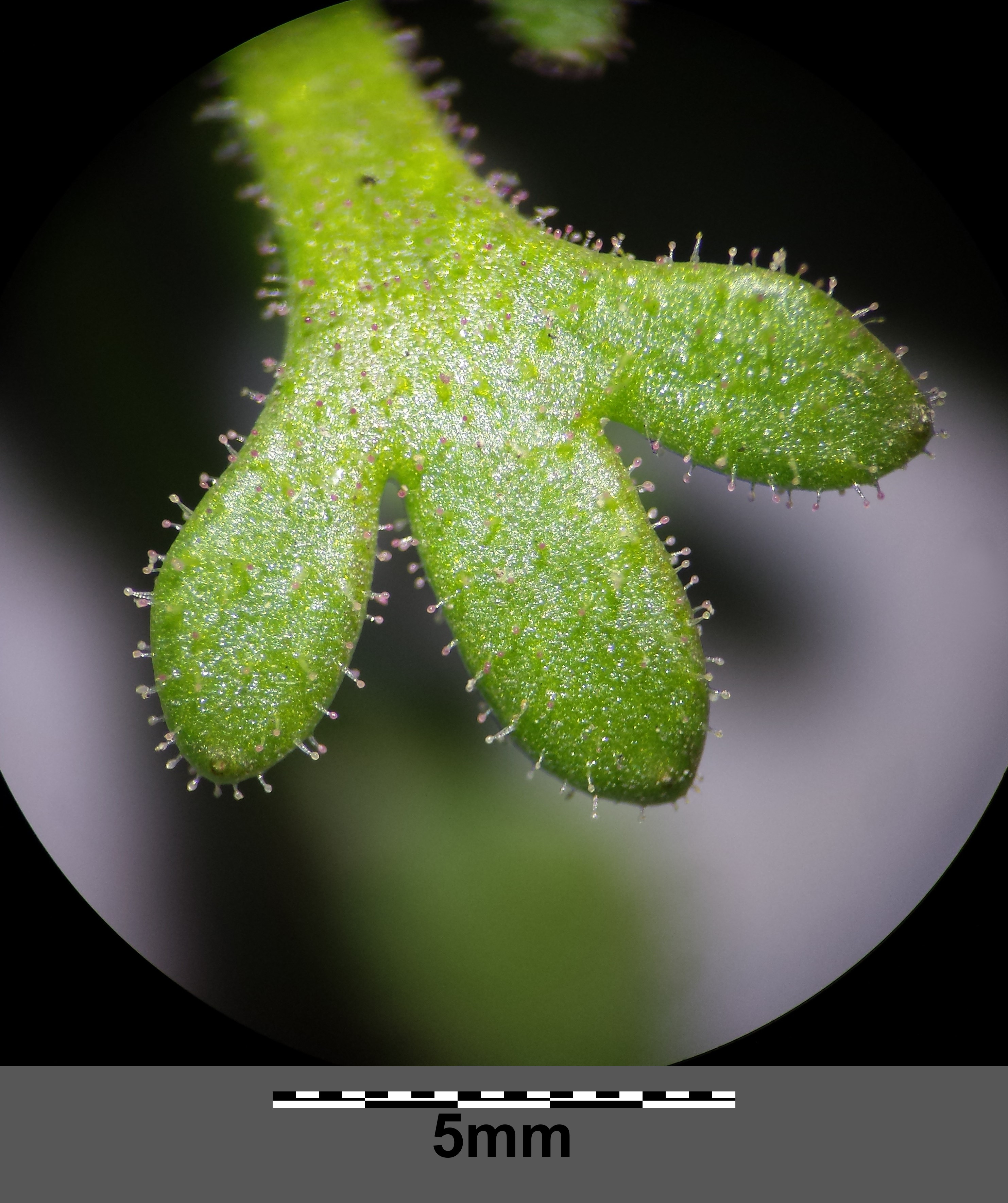
Dreifingeriges Laubblatt

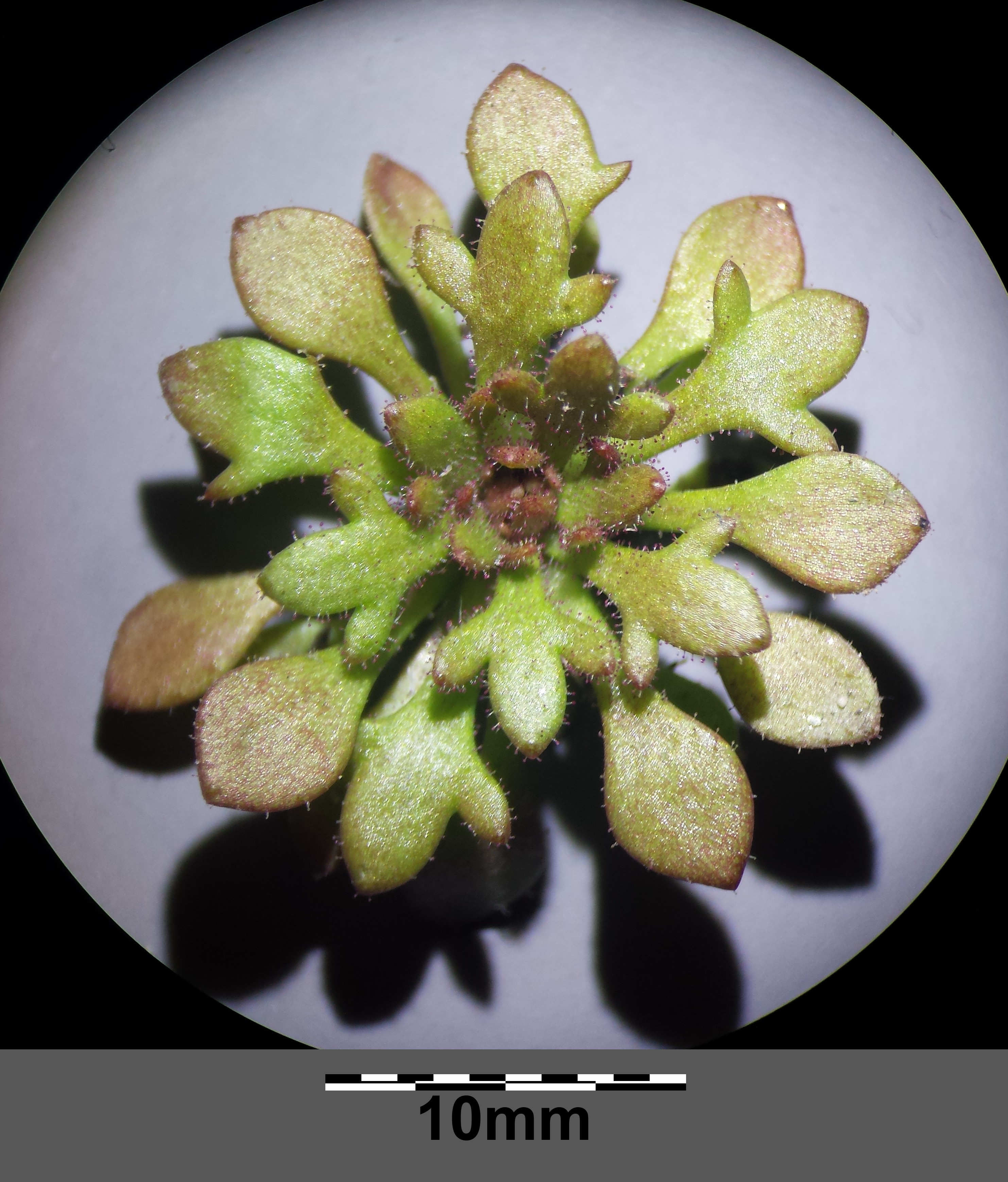
Blattrosette

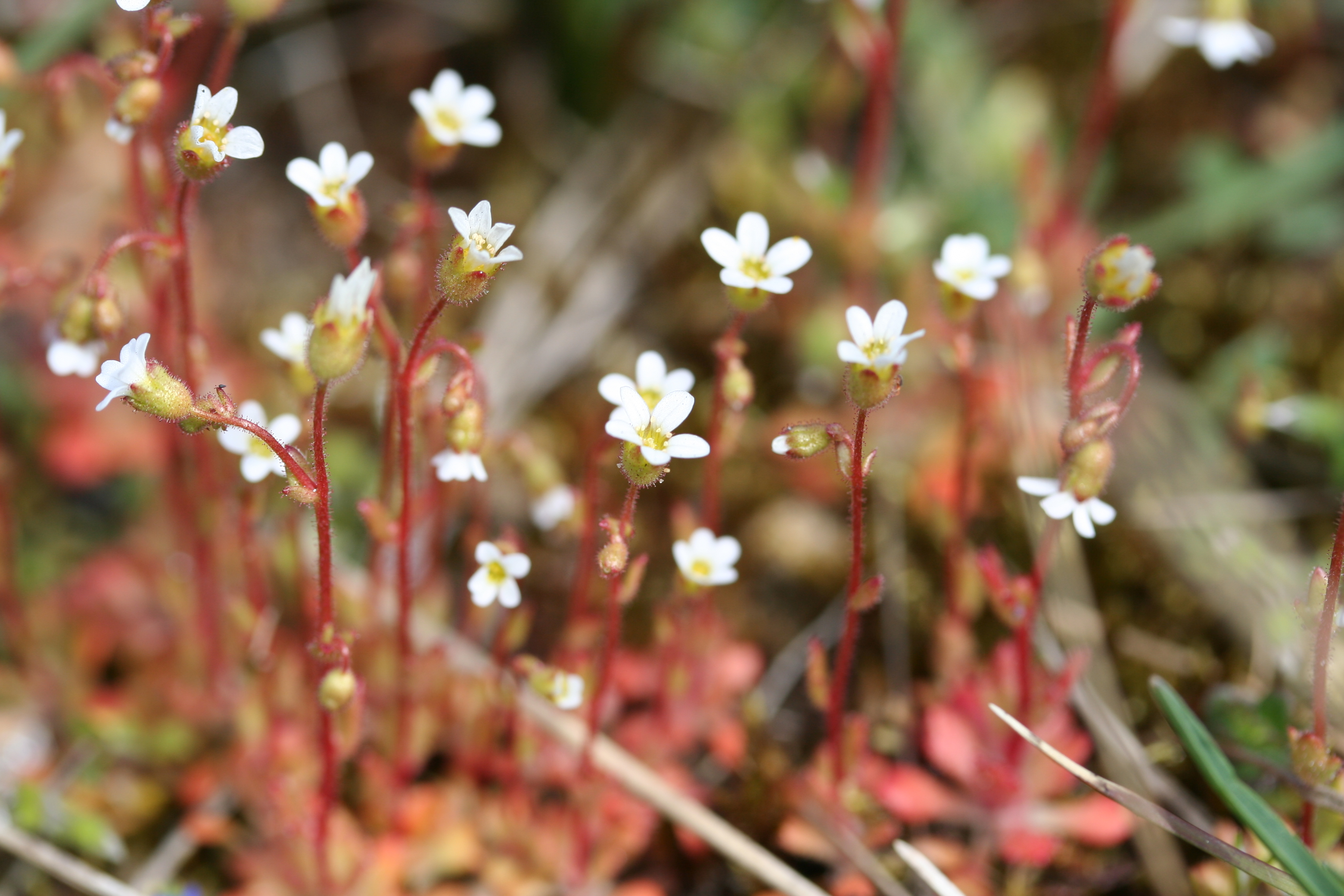
Blütenstände

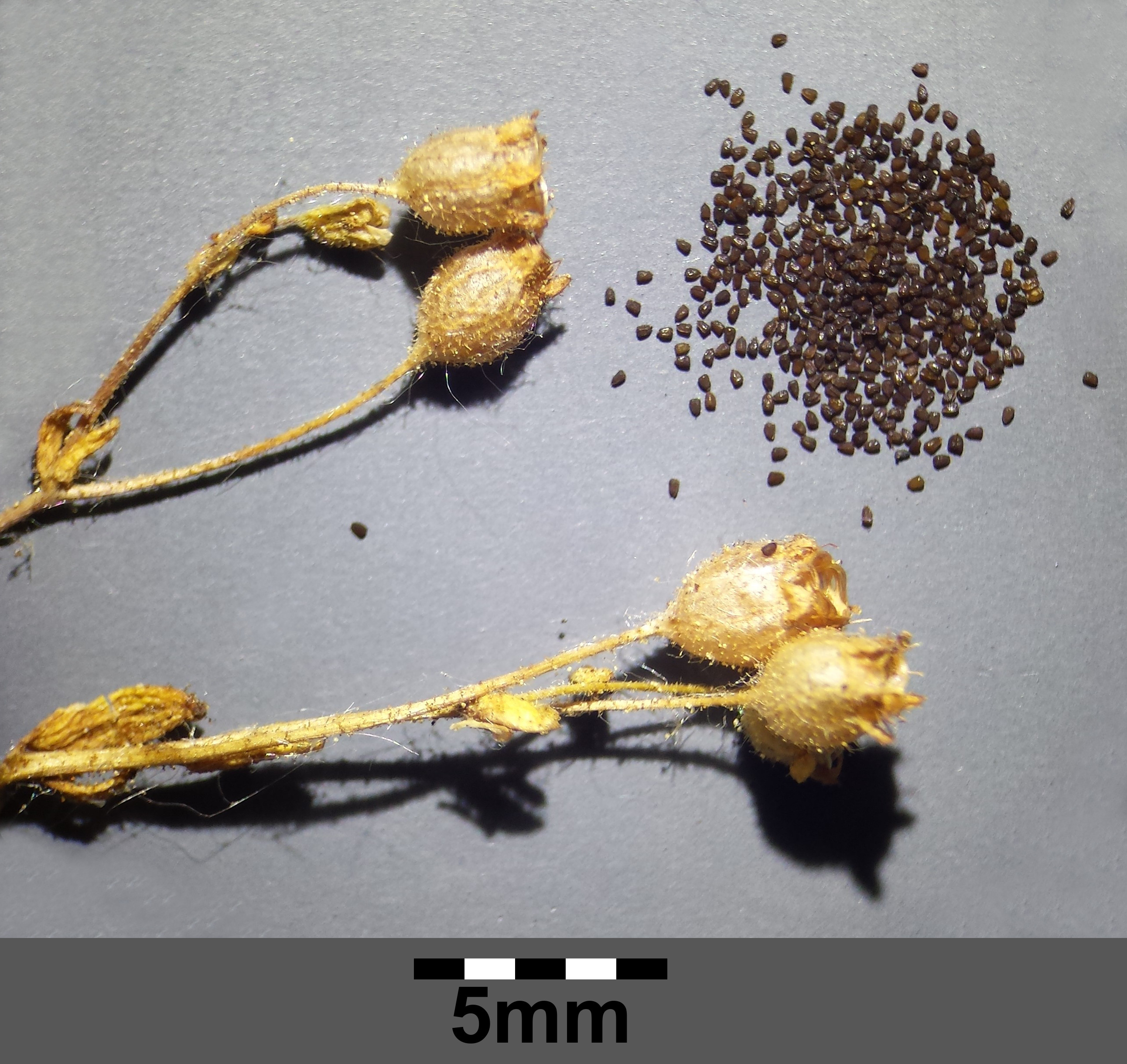
Früchte und Samen

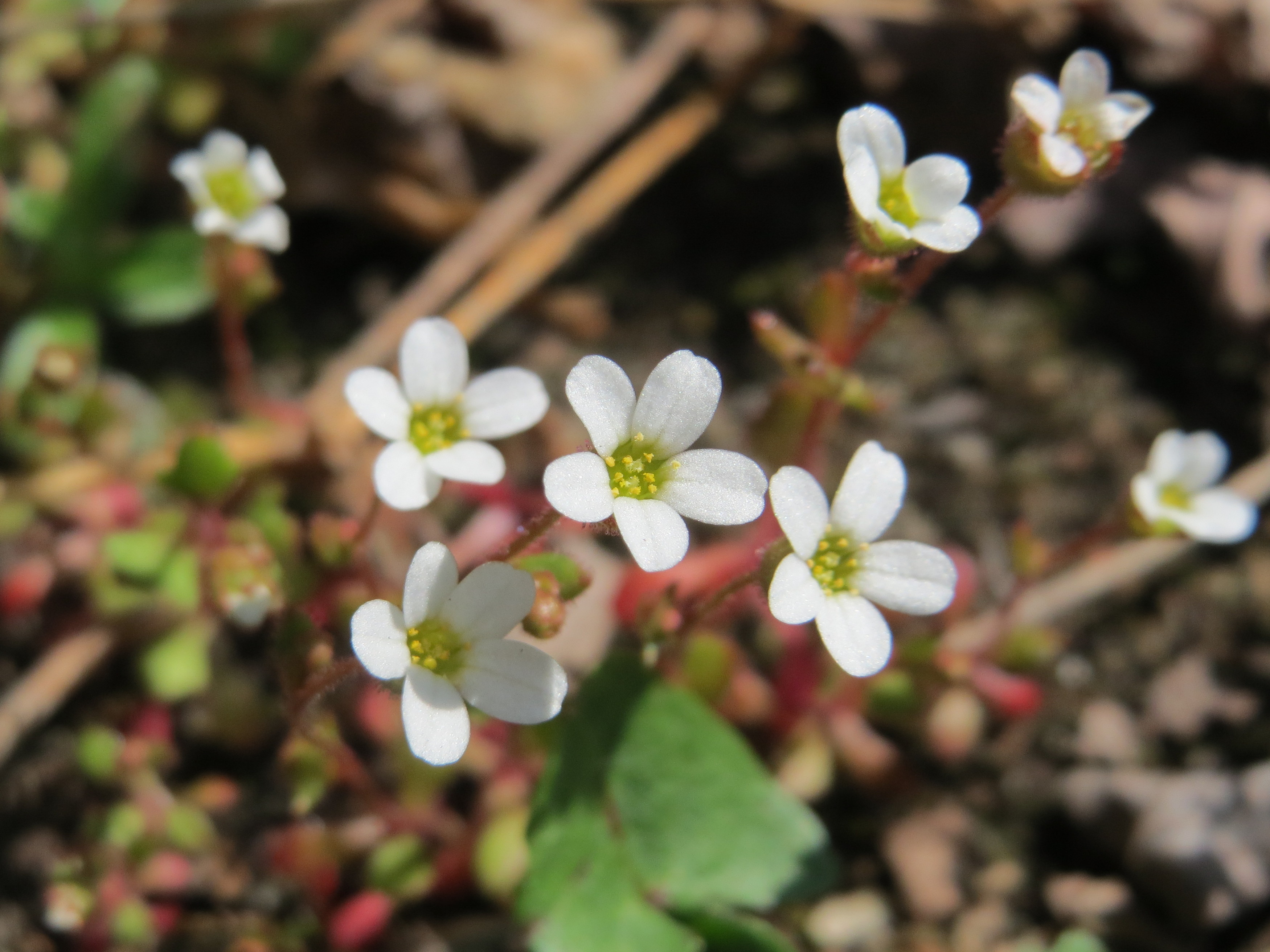
Blüten von oben

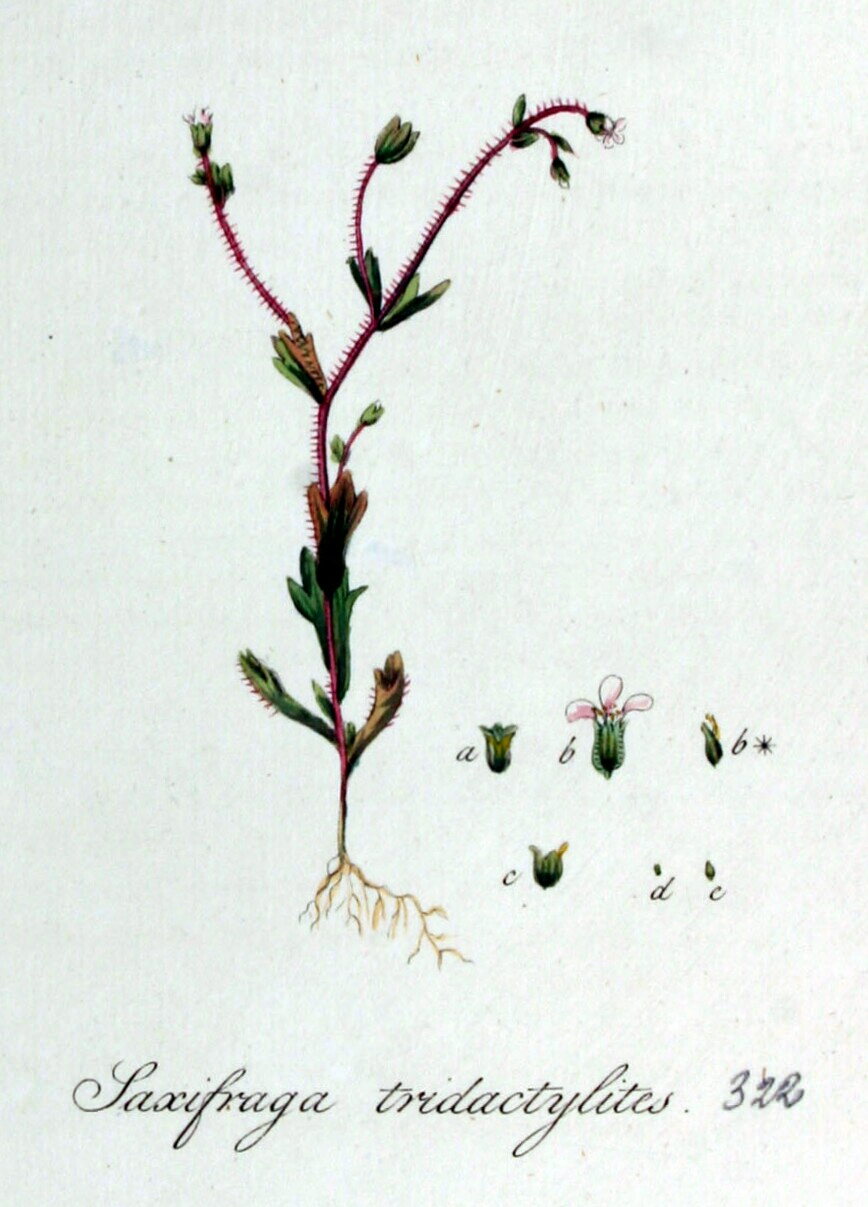
Illustration aus Flora Batava, Band 5

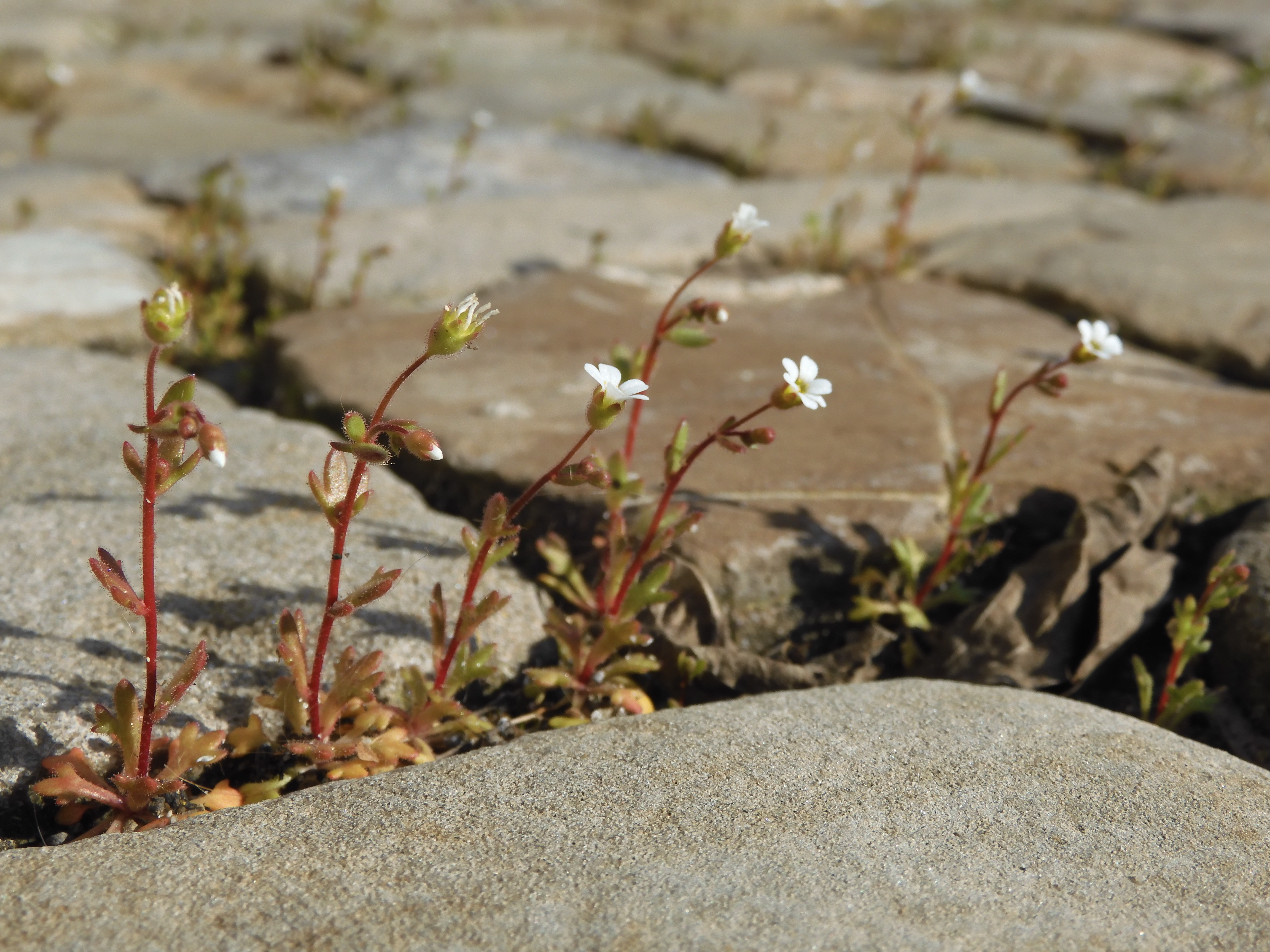
Habitus am typischen Standort – Ritzenvegetation

In der Größe ist der Dreifinger-Steinbrech sehr variabel.

### Vegetative Merkmale
Der Dreifinger-Steinbrech ist eine einjährige krautige Pflanze und erreicht Wuchshöhen von meist 5 bis 10 (2 bis zu 30) Zentimetern. Sie bildet keine Ausläufer. Der aufrechte Stängel ist besonders im oberen Bereich locker verzweigt und meist (besonders an trockenen, sonnigen Standorten) auffällig rot gefärbt. Stängel, Blätter und Kelchblätter sind mit an ihren oberen Enden purpurfarbenen, klebrigen Drüsenhaaren besetzt und von grün-rötlicher Farbe.
Die Laubblätter sind in einer grundständigen Rosette und wechselständig am Stängel verteilt angeordnet. Die Grundblätter sind kurz und undeutlich gestielt und zur Blütezeit bereits vertrocknet. Wenn ein Blattstiel erkennbar ist, dann ist er abflacht und meist 2 bis 10, selten bis zu 23 Millimeter lang. Die Blattspreite der Grundblätter ist bei einer Länge von 5 bis 20 Millimetern sowie einer Breite von 1,1 bis 5 Millimetern spatelförmig oder elliptisch bis eiförmig. Ihr Blattrand ist ganzrandig oder dreilappig oder eingeschnitten drei- bis siebenzähnig. Die etwas fleischigen Stängelblätter sind 3 bis 7, selten bis zu 9 Millimeter lang und ganzrandig oder deutlich dreilappig. Die Blattlappen besitzen ein stumpfes oberes Ende. Die Blattflächen sind drüsig behaart bis verkahlend und am oberen Ende mehr oder weniger purpurfarben. Die Stängelblätter gehen allmählich in die Tragblätter über.

### Generative Merkmale
Die Blütezeit reicht von März oder April bis Mai oder Juni. Der Blütenstandsschaft ist etwa 15 Zentimeter lang und ist unbeblättert oder es sind ein bis sieben, selten bis zu neun Tragblätter vorhanden. Die gestielten bis fast sitzenden Tragblätter sind bei einer Länge von 4 bis 12 Millimetern sowie einer Breite von 1 bis 6 Millimetern elliptisch bis deltaförmig und einfach oder bis drei- oder bis zu fünflappig. Wenige (meist eine, zwei oder drei bis zu fünf oder sechs, selten bis zu zwölf) oder selten bis zu 50 Blüten sind locker in einem rispigen verzweigten Blütenstand angeordnet. Die langen Blütenstiele sind zwei- bis fünfmal so lang wie die dazugehörenden Blüten.
Die zwittrige oder eingeschlechtige Blüte ist radiärsymmetrisch und fünfzählig mit doppelter Blütenhülle. Der Blütenbecher (Hypanthium) ist während der Anthese etwa 2,5 Millimeter lang und weist einen Durchmesser von etwa 2,5 Millimetern auf und verlängert sich etwas bis zu Fruchtreife; er ist an seiner Basis gerundet oder endet sehr plötzlich. Die fünf leicht ausgebreiteten oder aufrechten Kelchblätter sind bei einer Länge von 0,5 bis 1, selten bis 2 Millimetern sowie einer Breite von 0,7 bis 1 Millimetern elliptisch bis eiförmig oder dreieckig-eiförmig mit stumpfem oberem Ende; sie sind am Rand und auf der Außenfläche drüsig behaart. Die Kronblätter sind länger als die Kelchblätter. Die fünf freien, weißen (nicht gepunkteten), kahlen Kronblätter sind bei einer Länge von 2 bis 2,5 (1 bis 5) Millimetern sowie einer Breite von 0,5 bis 1,5 Millimetern verkehrt-eiförmig, verkehrt-lanzettlich, länglich oder eiförmig mit stumpfem oberem Ende. Die Staubblätter sind etwa so lang wie die Kelchblätter. Der Fruchtknoten ist mindestens 3/4 unterständig und am oberen Ende gestutzt.
Unter der Frucht ist der haltbare, fast kugelig und an seiner Basis gerundete, haltbare Blütenkelch vorhanden und umhüllt diese fast. Die Samen sind bei einer Länge von etwa 0,3 bis 0,45 Millimetern sowie einem Durchmesser von etwa 0,25 Millimetern eiförmig mit entfernt kurz warzig-stacheliger Oberfläche.

### Chromosomensatz
Die Chromosomengrundzahl beträgt x = 11; es liegt Diploidie mit einer Chromosomenzahl von 2n = 22 vor.

## Ökologie
Beim Dreifinger-Steinbrech handelt es sich um einen mesomorphen Therophyten. Der Dreifinger-Steinbrech ist die einzige in Deutschland heimische einjährige Art der Gattung Saxifraga.
Es liegt Diklinie vor: Der Dreifinger-Steinbrech ist meist trimonözisch, dabei sind zwittrige, weibliche und männliche Blüten auf einem Pflanzenexemplar vorhanden. Der Dreifinger-Steinbrech ist leicht protogyn, dabei sind in einer Blüte zuerst weiblichen, danach auch männlichen Blütenorgane fertil, mit deutlicher Überlappung der Geschlechter. Blütenökologisch handelt es sich um Scheibenblumen mit offenem Nektar. Obwohl Nektar als Belohnung für Bestäuber vorhanden ist, wird Insektenbestäubung nicht beobachtet. Meist erfolgt spontane Selbstbestäubung innerhalb einer Blüte. Der Dreifinger-Steinbrech ist fakultativ autogam: Es erfolgt meist Selbstbefruchtung und Fremdbefruchtung ist die Ausnahme. Es liegt Selbstkompatibilität vor, also führt Selbstbefruchtung erfolgreich zum Samenansatz.
Die Samen sind die Diasporen. Die Ausbreitung der Diasporen erfolgt durch Autochorie oder durch den Wind (Anemochorie). Die Vermehrung erfolgt nur generativ über Samen.
Die Samen breiten sich als Körnchenflieger aus; und da sie ziemlich unbenetzbar sind, auch als Regenschwemmlinge. Ein ganzes Pflanzenexemplar kann sich auch als Klebhafter ausbreiten.
Nach Oskar von Kirchner 1888 sollen seine Drüsenhaare kleinere aufkriechende Insekten festhalten und deren stickstoffhaltige Zersetzungsprodukte aufnehmen können. Demnach wurde 1888 vermutet, der Dreifinger-Steinbrech könne eine „fleischfressende Pflanze“ sein. Diese Ansicht wurde und wird nicht bestätigt.

## Vorkommen und Gefährdung
Der Dreifinger-Steinbrech kommt in Europa bis zum Kaukasusraum und Vorderasien sowie Nordafrika vor. Es gibt Fundortangaben für Tunesien, Marokko, Algerien, die Balearen, Gibraltar, Spanien, Portugal, Andorra, Frankreich, die Kanalinseln, Monaco, Korsika, Sardinien, Sizilien, Malta, Italien, die Schweiz, Liechtenstein, Österreich, Deutschland, die Niederlande, Belgien, Luxemburg, das Vereinigte Königreich, Irland, Polen, Tschechien, Ungarn, die Slowakei, Slowenien, Kroatien, Serbien, den Kosovo, Bosnien und Herzegowina, Bulgarien, Albanien, Montenegro, Moldawien, Nordmazedonien, Rumänien, Griechenland, Kreta (dort selten und nur an wenigen Standorten), Karpathos, Inseln in der östlichen Ägäis, Zypern, den europäische Teil der Türkei, das Gebiet Israel-Palästina-Jordanien, Libanon, Syrien, Libyen, Dänemark, das südliche Schweden, Norwegen, das südliche Finnland, Litauen, Lettland, Estland, Belarus, Russland, die Ukraine sowie die Krim, den nördlichen Iran, den nördlichen Irak, Ciskaukasien, Armenien, Aserbaidschan, Georgien, Dagestan sowie Turkmenistan. Saxifraga tridactylites ist beispielsweise in British Columbia ein Neophyt.
Nach Oberdorfer ist er ein mediterranes bis submediterranes Florenelement. Saxifraga tridactylites gedeiht besonders im mediterranen Hartlaub- sowie im nordmediterranen Flaumeichengebiet. Der Dreifinger-Steinbrech bildet kleinere bis größere Gruppen in annuellen Frühlingspioniergesellschaften. Saxifraga tridactylites ist hauptsächlich in Trockenrasen und auf trockenen Ruderalflächen (Wegränder, Kiesdächer, Mauerkronen, Industriebrachen, Bahnanlagen) zu finden, selten auch in Äckern. Bevorzugt werden sommerwarme Habitate, basenreiche, aber stickstoffarme Sandböden und steinige bis sandige Lehmböden. Saxifraga tridactylites ist eine Charakterart des Verbands Alysso-Sedion, der Felsgrus-Gesellschaften. In den Allgäuer Alpen steigt er bis in Höhenlagen von etwa 800 Meter auf und im Kanton Wallis erreicht er sogar eine Höhenlage von 1550 Metern.
Die ökologischen Zeigerwerte nach Ellenberg sind: Lichtzahl 8 = Halblicht- bis Volllichtpflanze, Temperaturzahl 6 = Mäßigwärme- bis Wärmezeiger, Kontinentalitätszahl 2 = Seeklima zeigend, Feuchtezahl 2 = Starktrockenheits- bis Trockenheitszeiger, Feuchtewechsel = keinen Wechsel der Feuchte zeigend, Reaktionszahl 7 = Schwachbasenzeiger, Stickstoffzahl 1 = ausgesprochene Stickstoffarmut zeigend, Salzzahl 0 = nicht salzertragend, Schwermetallresistenz = nicht schwermetallresistent.
Die ökologischen Zeigerwerte nach Landolt et al. 2010 sind in der Schweiz: Feuchtezahl F = 2 (mäßig trocken), Lichtzahl L = 4 (hell), Reaktionszahl R = 4 (neutral bis basisch), Temperaturzahl T = 4+ (warm-kollin), Nährstoffzahl N = 2 (nährstoffarm), Kontinentalitätszahl K = 4 (subkontinental).
Der Dreifinger-Steinbrech breitet sich in Deutschland, in Österreich und seit 1980 in der Schweiz entlang der Bahngleise aus.
In Deutschland ist er in den Kalkgebieten zerstreut, ist der Dreifinger-Steinbrech an Primärstandorten nur selten anzutreffen. Einige deutsche Bundesländer listen Saxifraga tridactylites in Kategorie 2 = „stark gefährdet“: Schleswig-Holstein sowie Sachsen oder in Kategorie 3 = „gefährdet“: Mecklenburg-Vorpommern, Thüringen, Saarland sowie Berlin, in den anderen unterliegt der Dreifinger-Steinbrech keinen Schutzbestimmungen. In der Roten Liste der gefährdeten Pflanzenarten nach Metzing et al. 2018 gilt der Dreifinger-Steinbrech unverändert zur vorigen Roten Liste nach Korneck et al. 1998 als ungefährdet.
In Österreich tritt der Finger-Steinbrech im pannonischen Gebiet zerstreut auf, ansonsten nur selten und auf ruderalen Standorten. Die Vorkommen erstrecken sich auf alle Bundesländer. Saxifraga tridactylites gilt als gefährdet, im westlichen Alpengebiet als stark gefährdet.

## Taxonomie
Die Erstveröffentlichung von Saxifraga tridactylites erfolgte 1753 durch Carl von Linné in Species Plantarum, Tomus I, Seite 404. Das Artepitheton tridactylites bedeutet „dreifingerig“.